# Gary LeVox
Gary LeVox, właściwie Gary Wayne Vernon (ur. 10 lipca 1970 w Columbus) – wokalista amerykańskiej grupy Rascal Flatts
(której członkiem jest również jego kuzyn Jay DeMarcus).

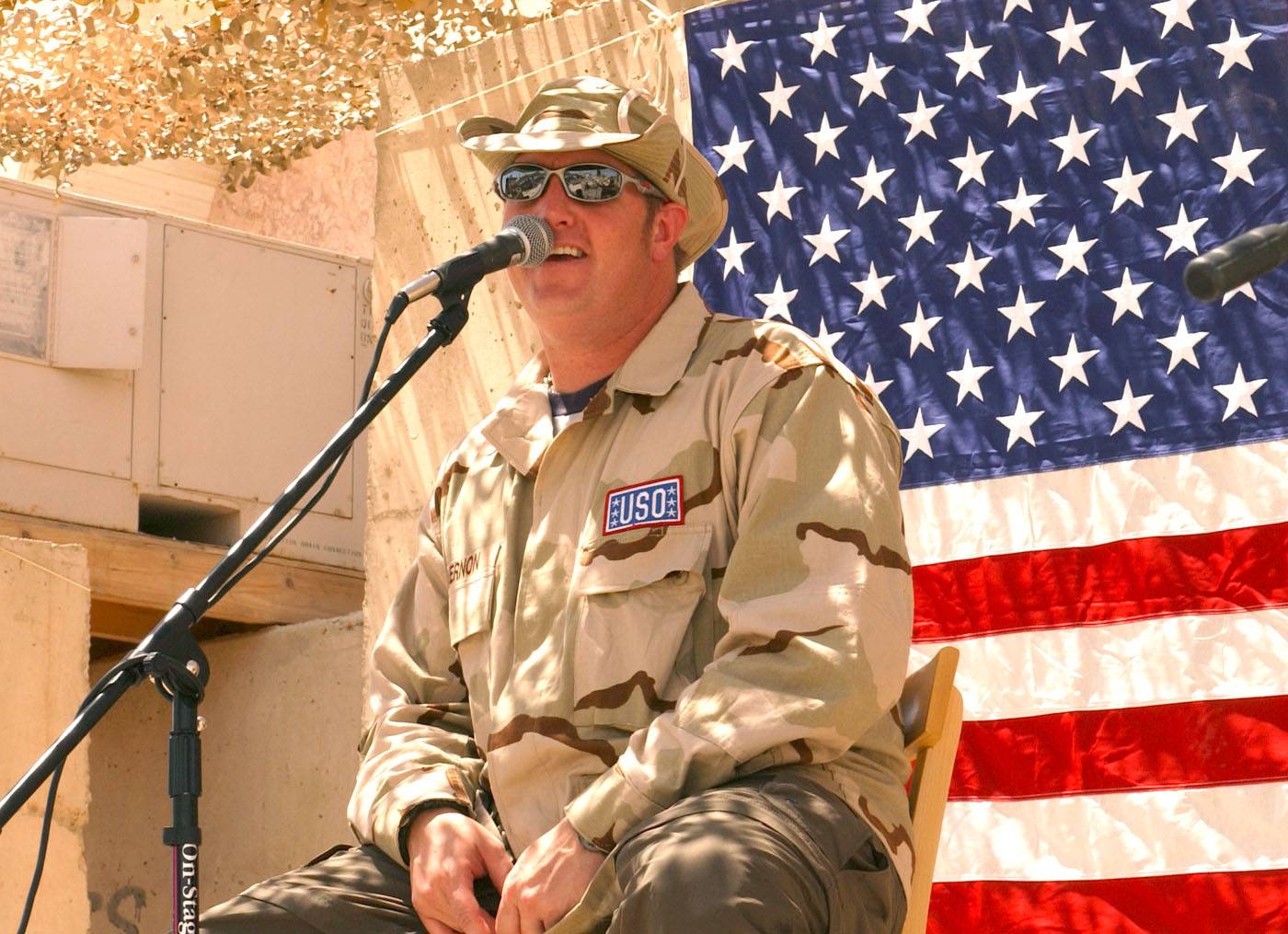
Gary LeVox na koncercie w Bagdadzie

Gary LeVox studiował na Uniwersytecie Stanu Ohio. W 1997 przeniósł się do Nashville. 15 maja 1999 zawarł związek małżeński. Ma dwoje dzieci.